# بالوتاسالاش
بالوتاسالاش (به مجاری: Balotaszállás) یک منطقهٔ مسکونی در مجارستان است که در ناحیه کیش‌کون‌هالاش واقع شده‌است. بالوتاسالاش ۱۰۴٫۹۴ کیلومتر مربع مساحت و ۱٬۶۵۷ نفر جمعیت دارد.